# Dongfeng Citroën C2
De Dongfeng Citroën C2 is een auto gemaakt door de Chinese autofabrikant Dongfeng in het kader van diens partnerschap met Citroën. De auto werd alleen gemaakt voor de Chinese markt. Hij werd tussen 2006 en 2013 gebouwd in Wuhan.

## Citroën C2/Peugeot 206
De Dongfeng Citroën C2 is niet gebaseerd op de Europese Citroën C2, zoals velen ten onrechte verwachten, maar op de Peugeot 206. Op de meeste punten heeft de C2 verder weinig gemeen met zijn Europese verwanten omdat de auto voor de Chinese markt goedkoop moest blijven. Naast de Dongfeng Citroën C2 produceerde Dongfeng tussen 2006 en 2011 ook de reguliere Peugeot 206.

## Technische gegevens
De C2 is leverbaar met twee motoren: De 1,4 L die 57 kW levert en een 1,6 L die 97 kW produceert.
|           | afmetingen |
| --------- | ---------- |
| Lengte    | 388 cm     |
| Breedte   | 168 cm     |
| Hoogte    | 144 cm     |
| Wielbasis | 244 cm     |